# Lliga LINFUNA de Panamà
La Lliga LINFUNA de Panamà fou una competició futbolística de Panamà de futbol.
La temporada 1994-96 es produí una escissió al futbol panameny, creant-se una organització anomenada LINFUNA, que se separà de l'ANAPROF. Aquest nou organisme fou reconegut per la FIFA i organitzà els seus propis campionats. Ambdues lligues es fusionaren de nou la temporada 1996-97, sota la mediació de Jack Warner.

## Historial
Font:
- 1994/95  Deportivo Árabe Unido (Colón)
- 1995/96  Deportivo Árabe Unido (Colón)